# Nederlandse kampioenschappen atletiek 1966

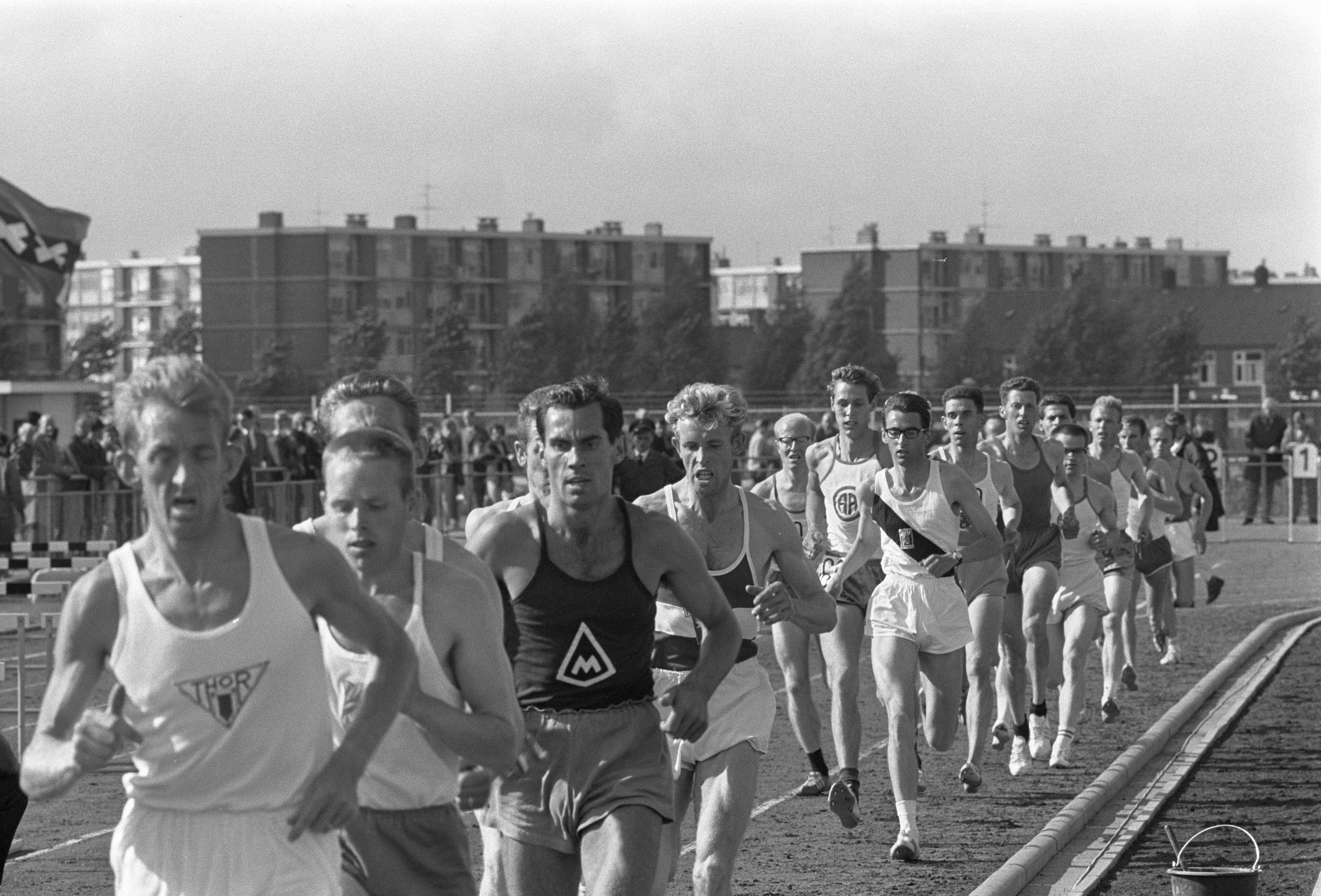
De 10.000 m met tweede van voren Piet Beelen en half verscholen achter hem Egbert Nijstad.

In 1966 werden de Nederlandse kampioenschappen atletiek gehouden op 6 en 7 augustus op de sintelbaan van Ookmeer in Amsterdam. De organisatie lag in handen van het district Noord-Holland van de KNAU. De weersomstandigheden waren regenachtig met windvlagen.
De Nederlandse atletiekkampioenschappen op de 3000 m steeple en de 200 m horden mannen werden op 20 en 21 augustus gehouden in Haarlem op de sintelbaan van het Pim Mullier sportpark.
Het Nederlands kampioenschap vijfkamp (dames) en tienkamp (heren) vond op 1 en 2 oktober plaats op het complex "De Vijf Sluizen" in Vlaardingen.

## Uitslagen

### 100 m
| rang   | atleet        | prestatie |
| ------ | ------------- | --------- |
| Goud   | Leo de Winter | 10,9 s    |
| Zilver | Rob Heemskerk | 11,0 s    |
| Brons  | Wim Blom      | 11,0 s    |

| rang   | atlete             | prestatie |
| ------ | ------------------ | --------- |
| Goud   | Lidy Vonk          | 12,0 s    |
| Zilver | Truus Hennipman    | 12,0 s    |
| Brons  | Wilma van den Berg | 12,0 s    |

### 200 m
| rang   | atleet        | prestatie |
| ------ | ------------- | --------- |
| Goud   | Leo de Winter | 21,6 s    |
| Zilver | Rob Heemskerk | 22,0 s    |
| Brons  | Ewald Grep    | 22,1 s    |

| rang   | atlete          | prestatie |
| ------ | --------------- | --------- |
| Goud   | Truus Hennipman | 24,3 s    |
| Zilver | Lidy Vonk       | 24,6 s    |
| Brons  | Corrie Bakker   | 24,6 s    |

### 400 m
| rang   | atleet          | prestatie |
| ------ | --------------- | --------- |
| Goud   | Fred van Herpen | 48,2 s    |
| Zilver | Rudo Lievense   | 48,9 s    |
| Brons  | Tjerk Vellinga  | 49,1 s    |

| rang   | atlete           | prestatie |
| ------ | ---------------- | --------- |
| Goud   | Stans Brehm      | 54,3 s    |
| Zilver | Hilda Slaman     | 54,4 s    |
| Brons  | Lia Louer-Hinten | 55,5 s    |

### 800 m
| rang   | atleet       | prestatie |
| ------ | ------------ | --------- |
| Goud   | Ton Blok     | 1.51,1    |
| Zilver | Ad de Boer   | 1.53,3    |
| Brons  | Haico Scharn | 1.55,4    |

| rang   | atlete              | prestatie |
| ------ | ------------------- | --------- |
| Goud   | Jannie van Eyck-Vos | 2.09,9    |
| Zilver | Anneloes Bosman     | 2.11,3    |
| Brons  | Mia Gommers         | 2.13,6    |

### 1500 m
| rang   | atleet            | prestatie |
| ------ | ----------------- | --------- |
| Goud   | Henk Snepvangers  | 3.47,2    |
| Zilver | Gijs de Bode      | 3.48,6    |
| Brons  | Rinus de Schipper | 3.49,0    |

### 5000 m
| rang   | atleet          | prestatie |
| ------ | --------------- | --------- |
| Goud   | No op den Oordt | 14.36,0   |
| Zilver | Piet Beelen     | 14.37,4   |
| Brons  | Wil Willems     | 14.38,0   |

### 10.000 m
| rang   | atleet              | prestatie |
| ------ | ------------------- | --------- |
| Goud   | Piet Beelen         | 30.32,6   |
| Zilver | Egbert Nijstad      | 30.48,0   |
| Brons  | Jacques van Eekelen | 31.31,0   |

### 110 m horden/80 m horden
| rang   | atleet          | prestatie |
| ------ | --------------- | --------- |
| Goud   | Peter Dellensen | 15,1 s    |
| Zilver | Jan Parlevliet  | 15,2 s    |
| Brons  | Erik Bokma      | 15,5 s    |

| rang   | atlete          | prestatie |
| ------ | --------------- | --------- |
| Goud   | Ria van Slooten | 11,2 s    |
| Zilver | Hilly Gankema   | 11,3 s    |
| Brons  | Mieke Sterk     | 11,5 s    |

### 400 m horden
| rang   | atleet             | prestatie |
| ------ | ------------------ | --------- |
| Goud   | Pim van Beek       | 53,8 s    |
| Zilver | Adri van der Molen | 54,6 s    |
| Brons  | Tiemen Veneboer    | 55,2 s    |

### 3000 m steeple
| rang   | atleet              | prestatie |
| ------ | ------------------- | --------- |
| Goud   | Wil Willems         | 9.02,0    |
| Zilver | Rinus de Schipper   | 9.14,6    |
| Brons  | Jacques van Eekelen | ???       |

### Verspringen
| rang   | atleet            | prestatie |
| ------ | ----------------- | --------- |
| Goud   | René van de Water | 6,90 m    |
| Zilver | Huub Pappers      | 6,77 m    |
| Brons  | Kees Goverde      | 6,64 m    |

| rang   | atlete          | prestatie |
| ------ | --------------- | --------- |
| Goud   | Corrie Bakker   | 6,28 m    |
| Zilver | Cisca Janssen   | 5,85 m    |
| Brons  | Liberta Lansink | 5,73 m    |

### Hink-stap-springen
| rang   | atleet             | prestatie |
| ------ | ------------------ | --------- |
| Goud   | Henk Evers         | 14,47 m   |
| Zilver | Kees de Kort       | 14,13 m   |
| Brons  | Jan van Broekhoven | 13,90 m   |

### Hoogspringen
| rang   | atleet           | prestatie |
| ------ | ---------------- | --------- |
| Goud   | Jan Borsje       | 1,85 m    |
| Zilver | Jaap Waterlander | 1,85 m    |
| Brons  | Piet Wildenburg  | 1,85 m    |

| rang   | atlete             | prestatie |
| ------ | ------------------ | --------- |
| Goud   | Marjan Thomas      | 1,61 m    |
| Zilver | Catrien Kruk       | 1,58 m    |
| Brons  | Mary van der Raadt | 1,58 m    |

### Polsstokhoogspringen
| rang   | atleet        | prestatie |
| ------ | ------------- | --------- |
| Goud   | Servee Wijsen | 4,00 m    |
| Zilver | Kees de Kort  | 4,00 m    |
| Brons  | Bert Krijnen  | 4,00 m    |

### Kogelstoten
| rang   | atleet            | prestatie |
| ------ | ----------------- | --------- |
| Goud   | Cees van Wees     | 15,91 m   |
| Zilver | Piet van der Kruk | 15,45 m   |
| Brons  | Herman Timme      | 15,09 m   |

| rang   | atlete                | prestatie |
| ------ | --------------------- | --------- |
| Goud   | Loes Boling           | 14,78 m   |
| Zilver | Els van Noorduyn      | 14,25 m   |
| Brons  | Esther Goedhart-Schot | 13,19 m   |

### Discuswerpen
| rang   | atleet        | prestatie |
| ------ | ------------- | --------- |
| Goud   | Harry Zitsen  | 47,14 m   |
| Zilver | Herman Timme  | 46,88 m   |
| Brons  | Eef Kamerbeek | 46,70 m   |

| rang   | atlete                | prestatie |
| ------ | --------------------- | --------- |
| Goud   | Loes Boling           | 45,84 m   |
| Zilver | Anneke de Bruin       | 45,28 m   |
| Brons  | Esther Goedhart-Schot | 45,28 m   |

### Speerwerpen
| rang   | atleet       | prestatie |
| ------ | ------------ | --------- |
| Goud   | Jan van Heek | 63,06 m   |
| Zilver | Piet Olofsen | 62,58 m   |
| Brons  | Fred de Geus | 60,84 m   |

| rang   | atlete                    | prestatie |
| ------ | ------------------------- | --------- |
| Goud   | Greet Versterre           | 41,70 m   |
| Zilver | Els van Noorduyn          | 40,28 m   |
| Brons  | Wil Hulshof-van Montfoort | 39,30 m   |

### Kogelslingeren
| rang   | atleet         | prestatie |
| ------ | -------------- | --------- |
| Goud   | Wim Schoemaker | 49,02 m   |
| Zilver | Rinus Schiffer | 46,89 m   |
| Brons  | Eef Kamerbeek  | 44,92 m   |

### Tienkamp/Vijfkamp
| rang   | atleet            | prestatie |
| ------ | ----------------- | --------- |
| Goud   | Jan de Vries      | 6780 p    |
| Zilver | René van de Water | 6711 p    |
| Brons  | Freek Stam        | 6642 p    |

| rang   | atlete             | prestatie |
| ------ | ------------------ | --------- |
| Goud   | Corrie Bakker      | 4609 p    |
| Zilver | Ria van Slooten    | 4235 p    |
| Brons  | Jopie Stoutjesdijk | 4176 p    |

1904 · 
1908 · 
1909 · 
1910 · 
1911 · 
1912 · 
1913 · 
1914 · 
1915 · 
1917 · 
1918 · 
1919 · 
1920 · 
1921 · 
1922 · 
1923 · 
1924 · 
1925 · 
1926 · 
1927 · 
1928 · 
1929 · 
1930 · 
1931 · 
1932 · 
1933 · 
1934 · 
1935 · 
1936 · 
1937 · 
1938 · 
1939 · 
1940 · 
1941 · 
1942 · 
1943 · 
1944 · 
1946 · 
1947 · 
1948 · 
1949 · 
1950 · 
1951 · 
1952 · 
1953 · 
1954 · 
1955 · 
1956 · 
1957 · 
1958 · 
1959 · 
1960 · 
1961 · 
1962 · 
1963 · 
1964 · 
1965 · 
1966 · 
1967 · 
1968 · 
1969 · 
1970 · 
1971 · 
1972 · 
1973 · 
1974 · 
1975 · 
1976 · 
1977 · 
1978 · 
1979 · 
1980 · 
1981 · 
1982 · 
1983 · 
1984 · 
1985 · 
1986 · 
1987 · 
1988 · 
1989 · 
1990 · 
1991 · 
1992 · 
1993 · 
1994 · 
1995 · 
1996 · 
1997 · 
1998 · 
1999 · 
2000 · 
2001 · 
2002 · 
2003 · 
2004 · 
2005 · 
2006 · 
2007 · 
2008 · 
2009 · 
2010 · 
2011 · 
2012 · 
2013 · 
2014 · 
2015 · 
2016 ·
2017 ·
2018 ·
2019 ·
2020 ·
2021 ·
2022 ·
2023 ·
2024 ·
2025